# Cirolana barnardi
Cirolana barnardi är en kräftdjursart som först beskrevs av Bruce 1992.  Cirolana barnardi ingår i släktet Cirolana och familjen Cirolanidae. Inga underarter finns listade i Catalogue of Life.